# Calceolariàcies
Les calceolariàcies (Calceolariaceae) formen una família d'angiospermes inclosa en l'ordre de les lamials, que ha estat recentment separada de Scrophulariaceae. La família inclou tres gèneres, Calceolaria, Porodittia, i Jovellana. Recents filogènies moleculars que inclouen el gènere Calceolaria han demostrat no sols que aquest gènere no té cabuda en Scrophulariaceae (o qualsevol de les nombroses famílies recentment separades de Scrophulariaceae), sinó també que aquest gènere és el clade germà de la majoria de les altres famílies de les Lamiales. Caràcters morfològics i químics també donen suport a la separació de Calceolariaceae de Scrophulariaceae i d'altres Lamiales. Alguns estudis recents han recolzat una gran relació entre el grup de les calceolariàcies i les gesneriàcies.

## Morfologia

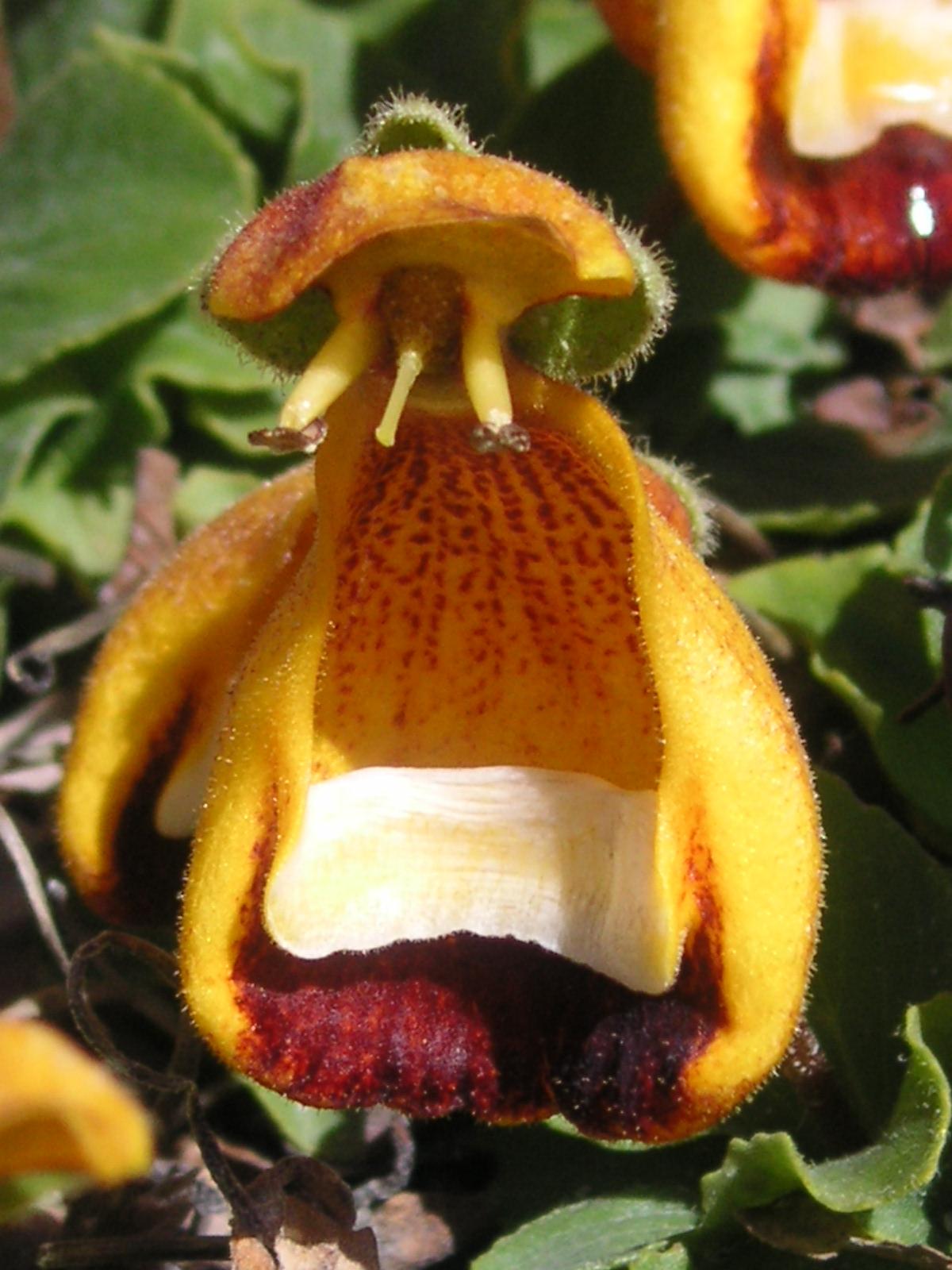
Flor de C. uniflora

Són herbes anuals o perennes, subarbustos o arbustos. Les fulles són simples, oposades i decussades o ternes, rarament alternes. Les flors s'agrupen en inflorescències, usualment en cimes; en algunes espècies les flors apareixen de manera solitària. El calze és tetrapartit. La corol·la és bilabiada i normalment groga. El llavi superior està format per dues peces corol·lines adaxials. El llavi inferior està format per tres peces corol·lines abaxials, també sacciforme i de major grandària que el llavi superior; normalment presenta una zona amb tricomes glandulars secretors d'olis, coneguda com a elaiòfor. L'androceu està compost per 2 estams i 2 anteres amb una dehiscència longitudinal. L'ovari és bilocular, bicarpelar, súper o semiínfer. L'estil és simple, capitat o inconspicu. El fruit és una càpsula pluriseminada, dehiscent distalment en 4 valves, i que dona unes llavors petites, gairebé linears, lipsoides i una mica recorbades. La seva testa està ornamentada, amb costelles longitudinals.

## Distribució
La majoria d'espècies habiten en estepes de gramínies amb arbustos dispersos mesoandins, entre els 300-4.000 metres d'altitud.